# Autoroute transjavanaise
L'autoroute transjavanaise, en cours de réalisation, traverse l'île indonésienne de Java de Merak, dans la province de Banten, sur la côte orientale à Banyuwangi, dans la province de Java oriental. Une fois terminée, sa longueur totale, y compris les embranchements, sera de 1 167 kilomètres.
L'autoroute fait partie de la route AH2 du réseau routier asiatique, qui reliera Denpasar à Bali à Khosravi dans la province de Kermanchah en Iran.

## Galerie

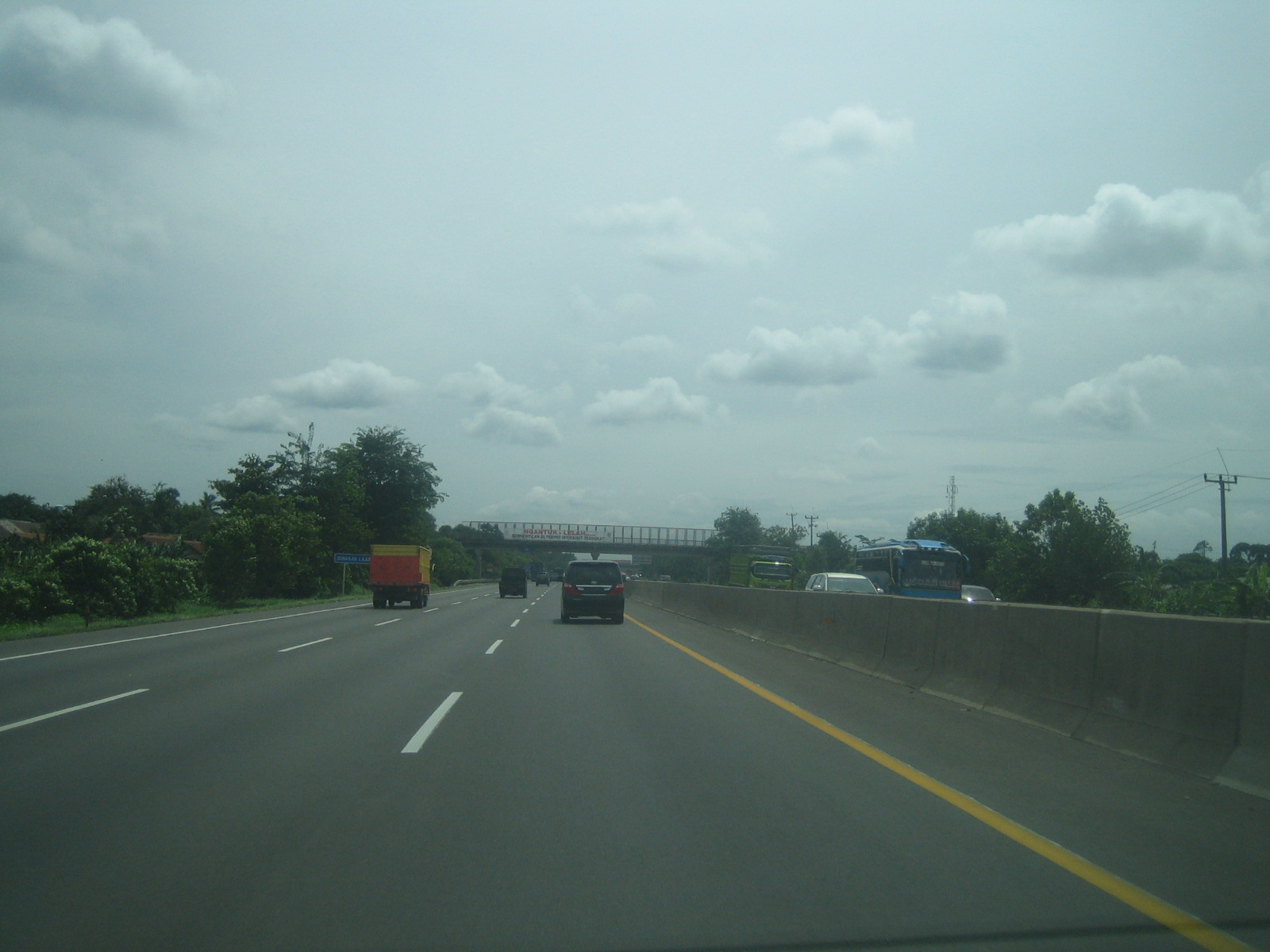
L'autoroute Jakarta-Cikampek dans l'ouest de Java
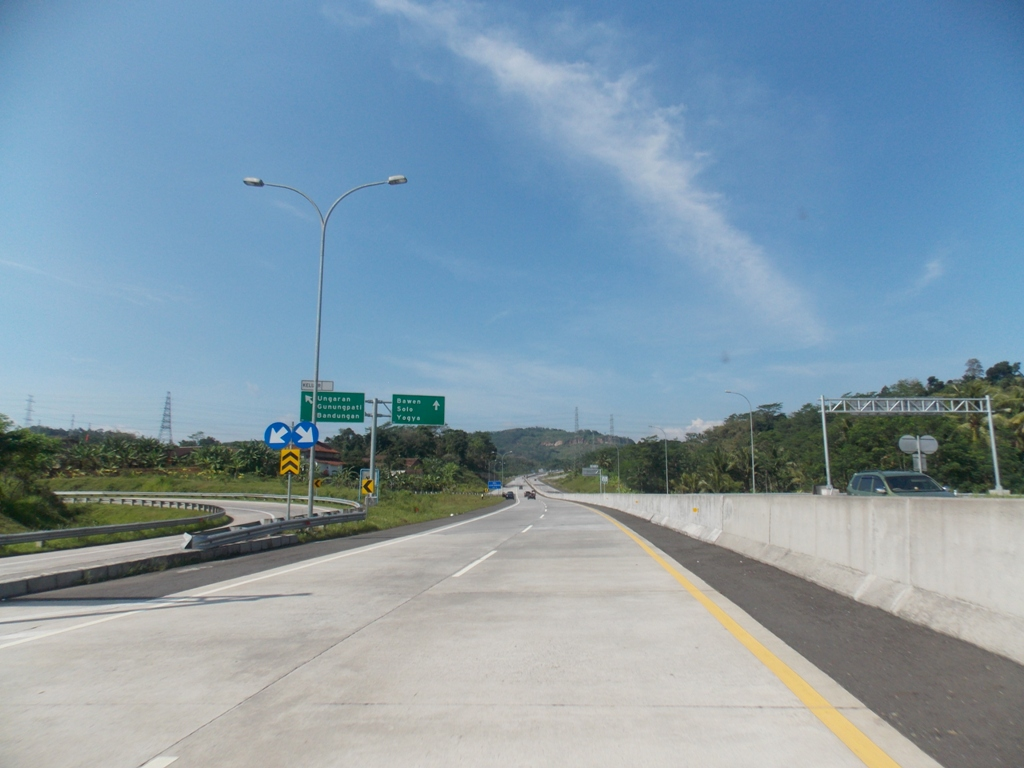
L'autoroute Semarang-Surakarta à Java central